# Institut national de criminalistique et de criminologie (Belgique)
Pour les articles homonymes, voir Institut national de criminalistique et de criminologie.
L'Institut national de criminalistique et de criminologie (en néerlandais : Nationaal Instituut voor Criminalistiek en Criminologie) est un établissement scientifique fédéral belge qui dépend du service public fédéral Justice. Il est situé à Neder-Over-Heembeek (Région de Bruxelles-Capitale).
En plus des recherches médico-légales, l'Institut est chargé de la gestion de la base de données ADN nationale.

## Histoire
L'Institut national de criminalistique est établi par l'arrêté royal du 5 novembre 1971. Cependant, les travaux n'ont réellement démarré qu'en janvier 1993. L'arrêté royal du 29 novembre 1994 inclut également la criminologie dans les missions de l'Institut.
Le 29 août 2016, l'Institut est la proie des flammes. L'incendie de ce bâtiment, qui détient des informations sensibles, est d'origine criminelle.

## Annexe